# Stylopathes adinocrada
Stylopathes adinocrada är en korallart som beskrevs av Opresko 2007. Stylopathes adinocrada ingår i släktet Stylopathes och familjen Stylopathidae. Inga underarter finns listade i Catalogue of Life.